# Транс
 За стила в електронната музика вижте Транс музика
Транс (от латински transeo — пресичам) е преходно функционално състояние на съзнанието, при което се променя контролът над възприятията и начинът на обработка на информацията. Трансът се съпровожда с определени изменения на мозъчната дейност.
Изпадане в състояние на транс често се постига с помощта на хипноза - хипнотичен транс, или медитация – медитивен транс.
Също и чрез билкови смеси, като дори може да се прибавят и така наречените халюциногенни гъби.